# Ockowicze (sielsowiet Komaje)
Ockowicze – dawna kolonia. Tereny, na których był położony, leżą obecnie na Białorusi, w obwodzie witebskim, w rejonie postawskim, w sielsowiecie Komaje.

## Historia
W czasach zaborów dwór w gminie Komaje, w powiecie święciańskim Imperium Rosyjskiego. W 1905 roku liczył 59 mieszkańców, 276 dziesięcin, własność Łunina.
W dwudziestoleciu międzywojennym folwark a następnie kolonia leżała w Polsce, w województwie wileńskim, w powiecie postawskim, w gminie Komaje.
W 1931 w 9 domach zamieszkiwały 42 osoby.
Miejscowość należała do parafii prawosławnej w Komajach. Podlegała pod Sąd Grodzki w Hoduciszkach i Okręgowy w Wilnie; właściwy urząd pocztowy mieścił się w Komajach.